# Agrotis minima
Agrotis minima là một loài bướm đêm trong họ Noctuidae.